# O Martelo de Thor
The Hammer of Thor (traduzido no Brasil e em Portugal como O Martelo de Thor) é um romance estadunidense jovem-adulto escrito por Rick Riordan de fantasia baseado na mitologia nórdica. Foi publicado em 4 de outubro de 2016 no Brasil, nos formatos de capa dura, audiolivro e EBook, e em julho de 2017 em Portugal. É o segundo livro da saga Magnus Chase e os Deuses de Asgard.
O enredo deste livro acontece seis semanas após os eventos do seu antecessor, A Espada do Verão, e segue-se com Magnus Chase em busca do martelo de Thor que está desaparecido e prevenir Loki de subir ao poder. Desde o seu lançamento, o romance foi traduzido para 15 idiomas e relançado em box.
O Martelo de Thor recebeu avaliações positivas dos críticos, que elogiaram a inclusão de diversidade nos personagens, como a fluidez de gênero em Alex Fierro, a muçulmana Samirah al-Abbas, e o surdo Hearthstone, mas também criticaram sua trama repetitiva sem uma progressão geral para o arco da série. Em 2017 o livro ganhou o Prêmio Stonewall Book na categoria de literatura infantil por seu retrato, considerado bem feito, do gênero fluído Alex Fierro. O romace também foi um candidato no Goodreads Choice Awards no ano de 2016. Uma sequência, O Navio dos Mortos, foi lançada em 3 de outubro de 2017.

## Resumo
O livro começa seis semanas após o encerramento do anterior, A Espada do Verão. Magnus Chase se encontra com Samirah “Sam” al-Abbas e Otis, um dos dois bodes do deus Thor, que informam aos heróis que o martelo de Thor ainda está desaparecido. Os Jötunns estão começando a suspeitar que Thor não tem sua arma para defender Midgard e planejam invadir. Magnus retorna ao Hotel Valhalla para descansar e se preparar, onde conhece Alex Fierro, a mais nova einherji promovida por Sam que é uma indivídua transgênero de gênero-fluido filha de Loki. Enquanto está em Valhalla, Magnus tem visões oníricas de Loki manipulando seu tio Randolph. Loki também conta a Magnus sobre um casamento entre Samirah e o gigante Thrym em cinco dias e diz que Magnus precisará trazer o dote da noiva. Magnus, Sam e seus amigos Blitzen e Hearthstone viajam para o dólmen de um draugr (tumba de zumbis nórdicos) de Provincetown, mas descobrem a Espada Skofnung em vez do martelo de Thor. Loki aparece e diz ao quarteto que a espada e a pedra de amolar correspondente serão o dote de casamento de Sam. Eles relutam em ajudar Loki, que faz com que Randolph perfure Blitzen com a espada.
Como os ferimentos causados pela espada só podem ser curados por sua pedra de amolar, os quatro são forçados a caçar a pedra. Hearth, Magnus e um Blitz petrificado viajam para Alfheim. Lá, Magnus descobre que a pedra está em posse do pai de Hearth, Alderman. Alderman insiste que Hearth pague seu wergild (dívida de sangue) que ele deve, porque Alderman se ressente de Hearth por não ter sido capaz de impedir a morte de seu irmão mais novo Andiron nas mãos de um Brunnmigi antes que ele pudesse pegar a pedra. Magnus e Hearthstone localizam um anão chamado Andvari e o forçam a lhes dar seu tesouro, que eles usam para pagar a dívida de Hearth. Com a pedra, eles curam Blitzen. Depois de escapar de Alderman, que foi enlouquecido pelo anel amaldiçoado de Andvari, o trio retorna a Midgard. Com Alex e Sam, Magnus visita o deus Heimdall para localizar Utgard-Loki. Juntando-se novamente a Blitz e Hearth, o grupo de missões de Magnus viaja para a pista de boliche do Utgard-Loki. Depois de concluir algumas tarefas para provar seu valor, o rei gigante lhes diz que Thrym tem o martelo de Thor para ser dado à noiva como parte do tradicional ritual de casamento nórdico e os ajuda a localizar Thrym. Utgard-Loki também revela que, de acordo com os rituais nórdicos, o pai da noiva (ou seja, Loki) receberá a Espada Skofnung, que pode libertar Loki de sua caverna. Para recuperar o martelo e impedir a invasão dos gigantes em Midgard, o grupo da missão deve realizar o casamento e entregar a Espada Skofnung a Loki.
A deusa Sif chega e transporta os mortais para Asgard. Eles explicam a situação a Thor, que concorda em ajudá-los a enganar Thrym e recuperar o martelo. Como Sam já está noiva, Alex se voluntaria para ser a noiva, pois é filha de Loki. O grupo viaja para a caverna onde Loki está preso. Embora encontrem o martelo, Loki força Randolph a usar a Espada Skofnung para cortar suas amarras. Os companheiros de Magnus e um grupo de deuses chegam e derrotam os gigantes, mas Loki escapa e Randolph é morto pelos espíritos da espada. Os mortais e os einherjar retornam ao Hotel Valhalla e Helgi lhes diz que sua próxima missão será encontrar e tentar recapturar Loki, que foi procurar o barco Naglfar (O Navio das Unhas). Magnus entra em contato com sua prima Annabeth para pedir ajuda ao namorado dela, Percy Jackson, filho de Poseidon.

## Personagens

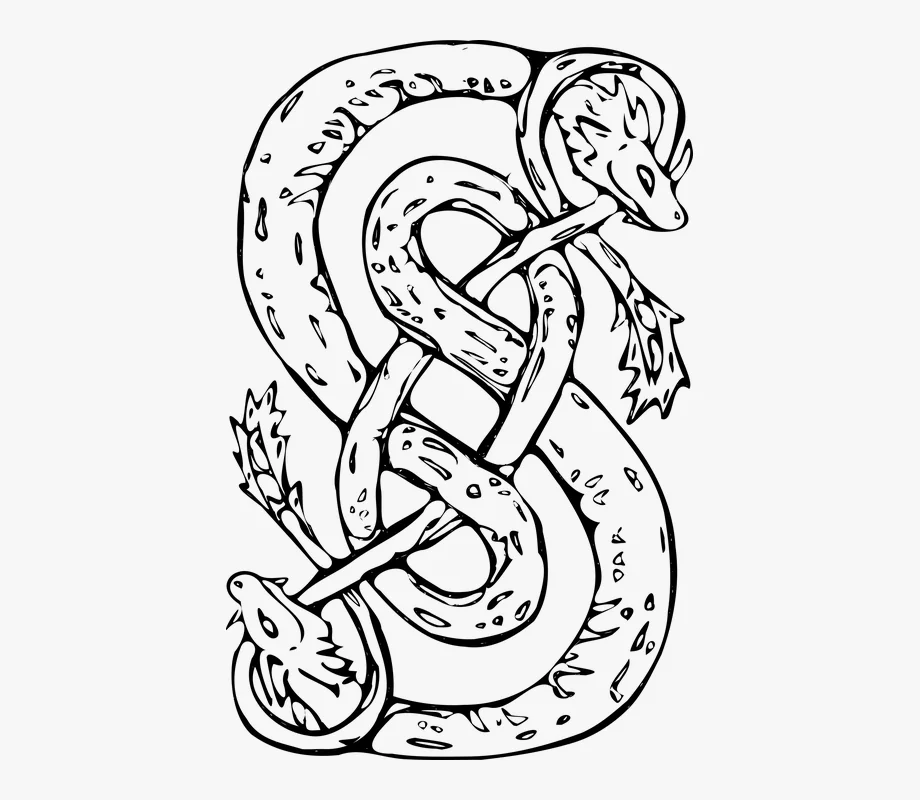
Serpente de Urnes, símbolo de Loki e de uma tatuagem no pescoço de Alex Fierro

- Magnus Chase - Einherji filho do deus nórdico Frey e da humana Natalie Chase. Ele tem de poderes de cura e resistência a temperaturas extremas, e luta com a Espada do Verão.[4]
- Samirah “Sam” al-Abbas - Valquíria filha de Loki e de uma médica humana. Sam é muçulmana e espera se tornar pilota de aeronaves. Ela também realiza missões especiais secundárias para o deus Odin.[4]
- Alex Fierro - Einherji de gênero fluido, cuja mãe era Loki. Ao longo do livro, a personagem é chamada de “ele” ou “ela”, dependendo de seu gênero atual, em vez de usar pronome neutros, na maior parte do tempo usando pronomes femininos, a menos que diga o contrário.[5] Alex gosta de cerâmica e usa um garrote como arma. Ela também tem metamorfose, como sua mãe.[4]
- Blitzen “Blitz” - Elfo negro filho do anão Bilì e da deusa Freya, o que o torna primo de Magnus. Blitz possui e opera uma loja de roupas chamada “O Melhor de Blitzen” em Boston.[4]
- Hearthstone “Hearth” - Elfo, filho do influente elfo Alderman. Ele é surdo, o que sempre desagradou seus pais, especialmente após a morte do filho mais novo, Andiron. Ele fala a linguagem de sinais élficas (mesma língua da ASL) e usa magia lançando pedras rúnicas.[4]
- Jacques (Espada do Verão) - anteriormente a espada de Frey, agora em posse do filho do deus, Magnus. Espada do Verão escolheu o nome “Jacques” quando Magnus tomou posse dele. A espada é capaz de lutar, falar e voar por conta própria, mas a próxima pessoa a segurá-la sente fadiga como se tivesse feito as ações de Jacques.[4]
- Randolph Chase - Tio de Magnus. Loki chantageia Randolph para que ele o ajude, prometendo trazer de volta a esposa e as filhas falecidas do homem.[4]
- Loki: O Deus das travessuras e da mentira, o principal antagonista.[4]

## Produção e Marketing

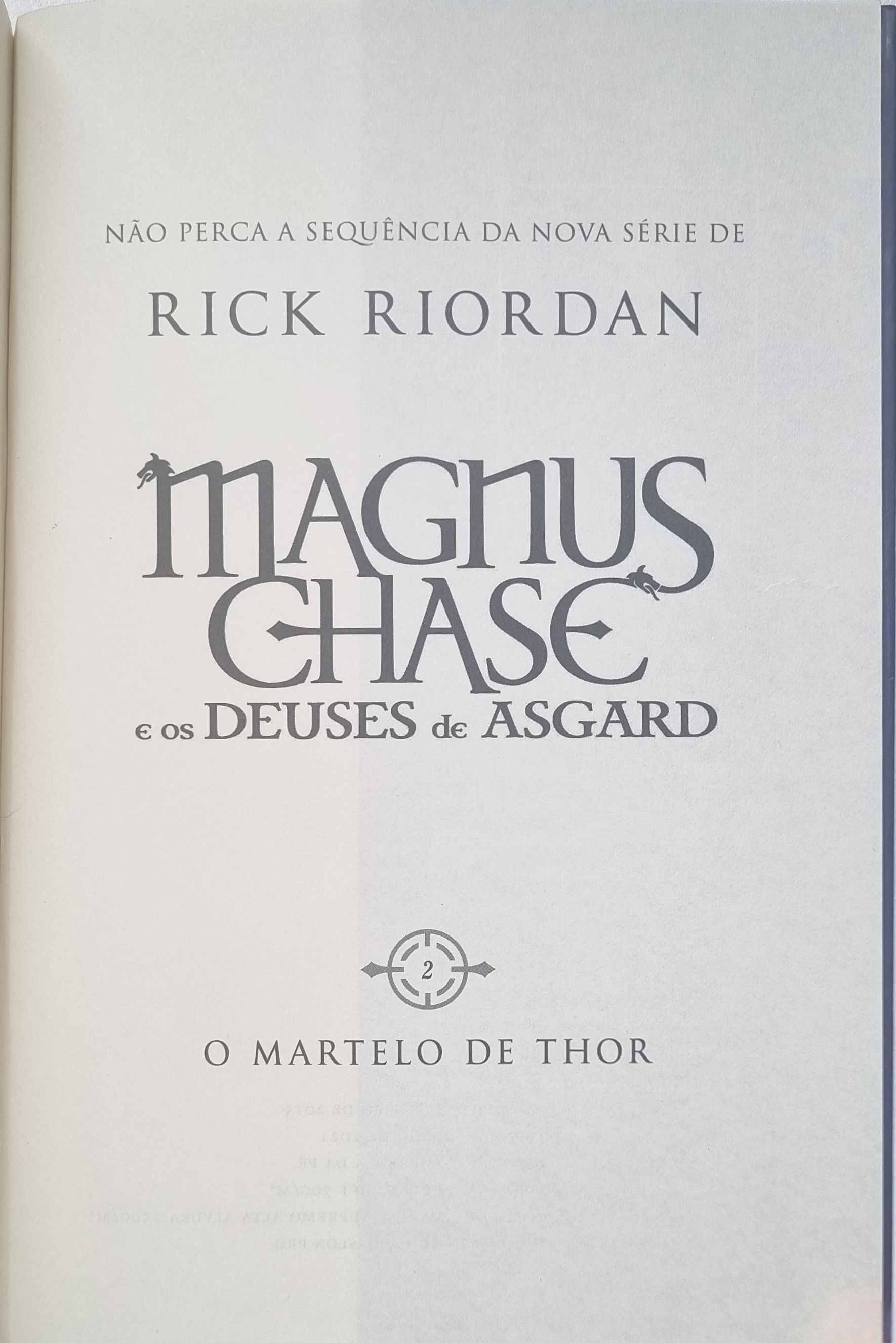
Última página de A Espada do Verão, anunciando sua sequência

Antes do lançamento de A Espada do Verão, o primeiro livro da saga Magnus Chase e os Deuses de Asgard, o autor Rick Riordan tinha planos de publicar uma trilogia. A sua preparação para uma sequência foi indiretamente divigada nas últimas páginas de A Espada do Verão.
A Entertainment Weekly lançou um pequeno trecho do primeiro capítulo e a capa do livro junto com uma entrevista com Riordan, no dia 28 de abril de 2016. Enquanto a Penguin Books Australian publicou um trailer de O Martelo de Thor em 25 de setembro de 2016. O trailer é um curta-metragem animado com uma narração explicando o conceito de Yggdrasil.  Para promover O Martelo de Thor, o autor realizou uma turnê com duração de nove dias nos Estados Unidos a partir de 4 de outubro de 2016. Além de servir para promover o livro, a turnê também apresentou a nova marca de Riordan: Rick Riordan Presents.
Riordan também participou do Festival literário de Iowa em 7 de outubro, onde anunciou o título do terceiro livro da trilogia Magnus Chase: O Navio dos Mortos. Em uma entrevista de rádio realizada em Iowa City, o autor opinou sobre suas escolhas de personagens e os tipos de temas que ele queria apresentar na trilogia, incluindo uma maior conscientização sobre muçulmanos-estadunidense. Ele também destacou as diferenças entre sua abordagem à mitologia nórdica e a de outros produtos midiáticos populares, como os filmes da Marvel, que ele descreveu como "rápidos e distantes [dos contos mitológicos originais]".

## Lançamento
O Martelo de Thor foi publicado pela primeira vez em formato de capa dura nos Estados Unidos no dia 4 de outubro de 2016, com a ilustração da capa sendo feita por John Rocco e a das runas interiores pela Michelle Gengaro-Kokmen. A edição em Ebook e audiolivro foram lançadas no mesmo dia. O audiolivro é lido pelo ator Kieran Culkin e publicado através da Random House.
O livro conseguiu vender 58.000 cópias em sua primeira semana. Em consequência disto, foi classificado em primeiro lugar na lista de best sellers do The New York Times, em segundo lugar na Publishers Weekly e ficou em terceiro na USA Today. De acordo com a Amazon em um sexto lugar na lista de livros infantis mais vendidos do Reino Unido na primeira semana de sua publicação. Ficou em quinto lugar na classificação de livros mais vendidos da Los Angeles Times lista e permaneceu nesta posição por oito semanas. Até o final de 2016, o livro vendeu mais de 298.000 cópias.
No Reino Unido e na Austrália, edições em capa dura também foram lançadas em 4 de outubro através da Puffin Books. Uma edição de foi lançada por Puffin no dia 5 de outubro de 2017. Até o momento, o livro já foi traduzido para espanhol, francês, mandarim, alemão, italiano, polonês, português brasileiro, holandês, sueco, finlandês, tcheco, dinamarquês, búlgaro, turco e hebraico. Embora muitas versões em língua não-inglesa usassem a arte da capa de John Rocco, algumas edições contém capas exclusivas de outros ilustradores.
O romance foi recomendado como um ótimo presente nas férias de verão pelo Los Angeles Times.

## Recepção
O romance recebeu críticas positivas, muitas das quais elogiaram a diversidade dos personagens de Riordan. Maggie Reagan da Booklist escreveu: "Riordan combina a mitologia nórdica com várias questões sociais: fluidez de gênero, PCD, racismo e religião", descrevendo o livro como "um golpe infalível". A Kirkus Reviews classificou O Martelo de Thor com nota máxima elogiando a complexidade religiosa e sexual interposta no mundo da mitologia nórdica usando personagens como Alex e Samirah, enquanto avaliava que Magnus é um personagem distinto quando comparado aos outros protagonistas de Riordan. Karen Rought escrevendo para a Hypable elogiou a profundidade do enredo, a diversidade dos personagens –, particularmente Alex Fierro – e o relacionamento entre os personagens.
Toddy Kleiboar do portal The East Texan afirmou que, embora Riordan faça algo bom em incluir personagens tão diversos como a muçulmana Samirah e a fluidez de gênero em Alex, o autor corre o risco de fazer seus leitores acreditarem que esses personagens são representativos de seu "grupo", retratando apenas um exemplo de cada "tipo" de pessoa. Ele continua: "Os jovens leitores podem não ter contato com a população muçulmana ou transgênero fora da literatura, e a maioria levará Samirah ou Alex como representantes. No entanto, Riordan contraria isso retratando personagens que não caem em estereótipos e talvez iluminem a diversidade de pessoas em Midgard – ou na Terra.
Apesar dos elogios à diversidade do livro, os revisores criticaram outros aspectos do romance. Claire Yu do Central Times disse em sua resenha: "Quero agradecer a Rick Riordan por nos dar um conjunto tão diversificado de personagens e por como ele enfatiza a importância de outras culturas", mas também expressou que "algo especial" da escrita típica de Riordan, o humor, está ausente do livro. Ela chama a trama de "repetitiva" e "não [é] cheia da mesma energia e vigor que seus antecessores". As redatoras do Fantasy literature elogiaram a abordagem sensível do romance sobre questões delicadas e sua continuação do estilo humorístico de Riordan, mas no quesito de história o acharam inferior ao livro anterior. Enquanto a Common Sense Media, mesmo tendo dado quatro estrelas de cinco e mostrado apoio a inclusão de minorias sociais, criticou a falta de desenvolvimento do protagonista.
O Martelo de Thor ganhou o Stonewall Book Award na categoria de literatura infantil, o prêmio é concedido a obras recomendadas para crianças ou adolescentes LGBTQIA+.  O livro ganhou o Stonewall Book Awards pela representação do personagem adolescente de gênero fluido, Alex Fierro. Quando perguntado sobre sua decisão de incluir Alex, Riordan disse: "Há muitos tipos de crianças por aí, e meu sentimento é que todos eles merecem poder se ver em histórias". Uma declaração oficial da American Library Association disse: "Alex é um herói e representa as amplas possibilidades de gênero para as gerações futuras". O romance também foi indicado ao "Melhor Livro Infantil de Nível Médio do ano de 2016" no Goodreads Choice Awards, e terminou em terceiro lugar, atrás de The Hidden Oracle (outro livro de Riordan) e Pax.

## Sequência
A sequência, O Navio dos Mortos, foi lançada em 3 de outubro de 2017. O livro ficou em segundo lugar na lista de best-sellers do USA Today após seu lançamento e foi considerado um dos melhores livros do ano pela Barnes & Noble. Também ganhou o prêmio Goodreads Choice Award de 2017 para Middle Grade & Children's. Em 17 de outubro de 2017, os três livros da série foram lançados como um box.